# 未完成作品

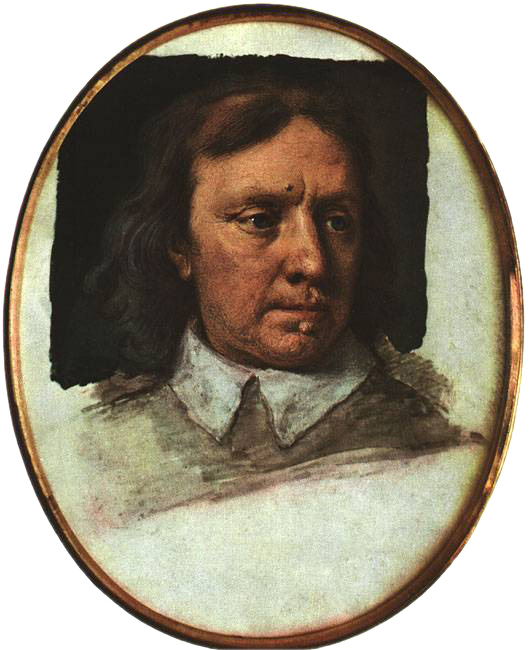
サミュエル・クーパーによる、オリバー・クロムウェルの未完成肖像画。

未完成作品（みかんせいさくひん）とは、すなわち完成していない創作作品である。作者が何らかの意図で終わらせないことを選んだものや、作者の死などの不可抗力によって完成できなかったものがある。未完成作品は、完成していたらどうなっていたかという考察の対象になることが多く、また他人が完成させたり遺作として発表されたりすることもある。未完成作品という用語は、いずれ完成されるであろう進行中の作品にも使われるが、制作が終わったにもかかわらず完全な形になっていない「不完全作品」とは区別される。

## 総説
作品が完成しなかった理由には様々なものがある。作者が死亡すると作品製作は通常中断される（とはいえ、健康の衰えに気づいた作者が完成させるためのプロジェクトを企画しているというような場合もある）。役者や肖像画に描かれる人物など、作品に複数の人々が関わる場合は、その人物が制作に関われなくなったために中断される場合もある。あまりにも壮大で完成させることができない場合もあれば、他の条件は整っているにもかかわらず、作者が気に入らなかったために中断することもある。
有名な作者による未完成作品が、制作が中断された時点の状態で公開されることもあれば、他の作者によってその作品が完成されることもある。ドナテッロのノン・フィニート（en:non finito）の技法のように、未完成のように見えるが実際は完成しているという場合もある。

## メディア

### 文学

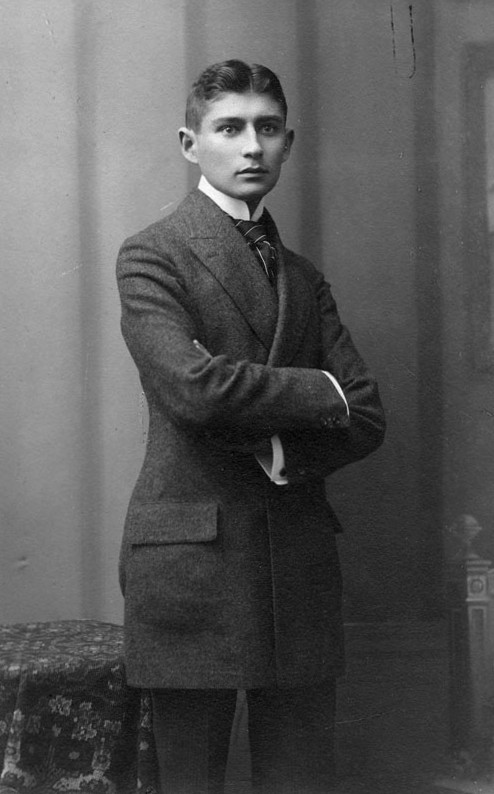
フランツ・カフカ

有名作家も多く未完成作品を遺しており、その作品が未完成のまま、あるいは他人の手で完成されて死後に発表されることがある。
作家が死亡した後、遺された作品を管理するのは遺言執行者の仕事である。未完成の作品をどうするかは、明確な説明がなければ遺言執行者の判断に委ねられることになる。これによって作品がもともと意図されていなかった扱われ方をすることもある。例えばフランツ・カフカの未完成作品は、破棄して欲しいという彼の遺志にもかかわらず、マックス・ブロートによって発表されたことがこれにあたる。これらの作品は、西洋文学においてひとつの象徴となった。
また、ヘミングウェイの未完成小説の一部が死後に発表された際は、議論の的となった。数点の作品が、彼の家族や出版社の判断を仰ぐことなく公表されてしまったというのである。例えば、1968年にチャールズ・スクリブナーズ・サンズによってヘミングウェイの遺作『エデンの園』が公開されたが、この版は彼の原文に修正は加えなかったとはいえ、草稿を大幅に削ってしまっていた。

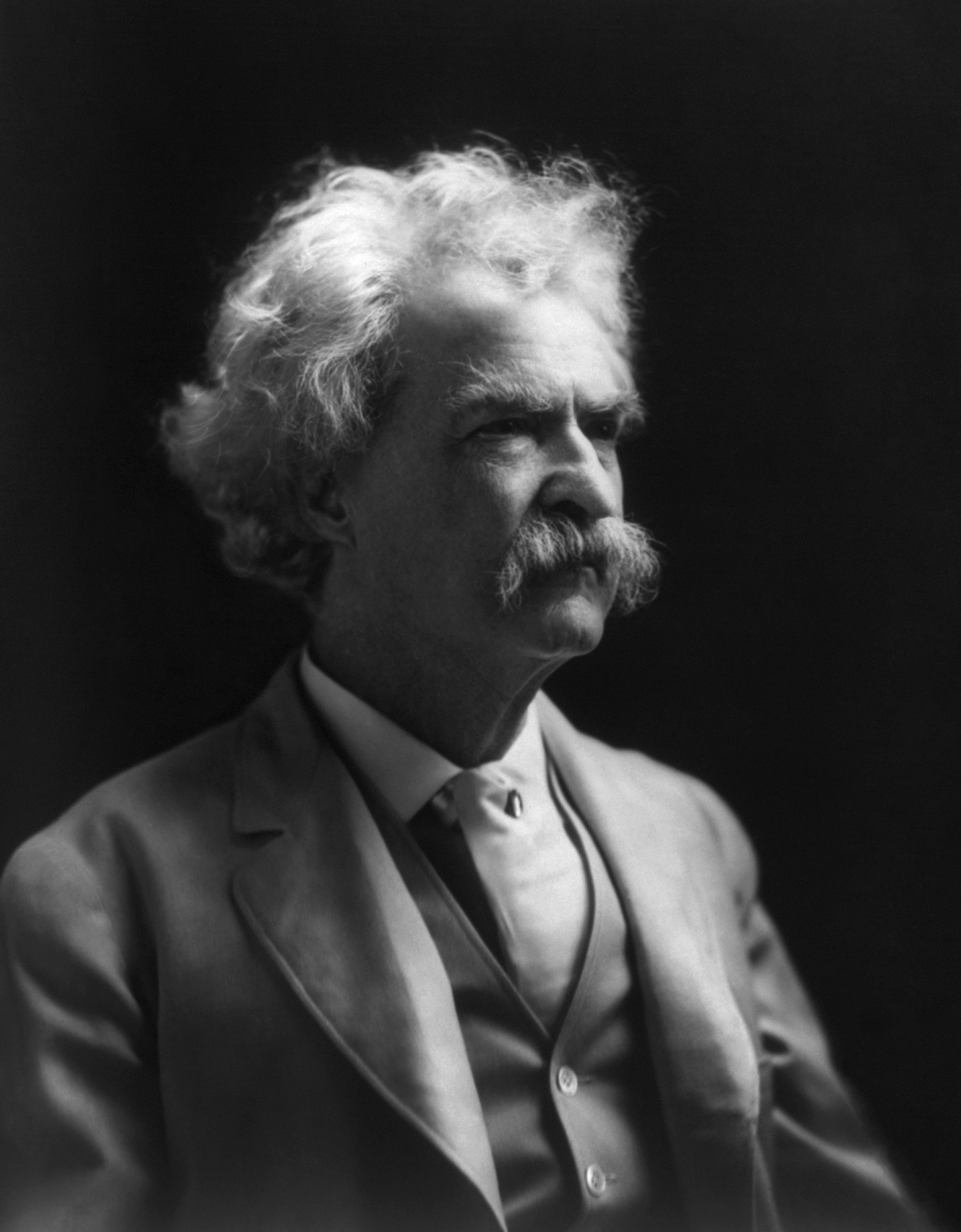
マーク・トウェインは、20年をかけて『不思議な少年』の3つのバージョンを書いているが、いずれも完成させていない。

作者が繰り返し書き直しを続けたために、未完成に終わることもある。素材が充分に揃っている場合、原作者以外の人物が複数の草稿やプロットなどから完成したストーリーを創作し、作品を修正・編集することがある。マーク・トウェインの『不思議な少年』は、20年の間に3つの異なるバージョンで執筆されたが、いずれも完成していなかった。トウェインの伝記作家・文学者アルバート・ビゲロー・ペインは、これらのストーリーをまとめて、トウェインの死から6年後にペイン版の『不思議な少年』を発表した。同様に、J・R・R・トールキンは、『シルマリルの物語』を繰り返し書き直したが、死亡時点でまとまった決定稿はなく、いくつかの章はきわめて断片的であった。息子のクリストファ・トールキンは、ファンタジー作家ガイ・ゲイブリエル・ケイの協力を得て作品の数か所を再構築し、1977年に最終稿を発表することができた。
1980年、クリストファは父の未完成作品のコレクションを、新たに『終わらざりし物語』のタイトルで公表した。1982年から1996年にかけて、クリストファは12巻の『中つ国の歴史』（en:The History of Middle-earth）を発表した。これは未完成・中途草稿のかなりの部分にあたる。2007年、クリストファは父の草稿を元にした、『フーリンの子供たち』（en:The Children of Húrin）を発表した。『シルマリルの物語』と同様、クリストファは様々な未完成草稿から『フーリンの子供たち』を編集している。
プロジェクトの規模が原因となって文学作品が完成しない、という場合もある。ジェフリー・チョーサーは『カンタベリー物語』を、元々意図していた膨大な分量まで書ききることができなかった。しかし、チョーサーは同作のかなりの部分を生前に書き上げており、未完成であるにもかかわらず名作として評価されている。エドマンド・スペンサーは、作品『妖精の女王』を全12巻として計画していた。結局生前に出版されたのは半分の6巻までであった。しかし、それでもイングランド文学で最長の叙事詩である。オノレ・ド・バルザックは、100編近くの連作小説『人間喜劇』を執筆したが、計画していた残り48編は完成させられなかった。
作者が草稿や注釈、プロットの大枠を遺していたため、その後に誰かが引き継いで小説もしくは小説集を完成させることができた場合もある。フランク・ハーバートは、「デューン世界（en:Dune universe、ハーバートの小説「デューン」シリーズの舞台になる世界観）についての膨大なメモを遺しており、これをもとに息子のブライアン・ハーバートやSF作家ケヴィン・J・アンダースンが「デューン」シリーズの続編を書くことにつながった。
作品の中には、それぞれ別々の時期に書かれた複数の章立てで公表されるものもあり、このため作者が続編を書くつもりの作品が完成した作品のように見えるようなケースや、他の作家が、自身の作品が該当作品の一部であるかのように見せようとするケースもある。ジョージ・ゴードン・バイロンの物語詩、『ドン・ジュアン』（en:Don Juan (Byron)）の最初の4編は1818年から1819年にかけて書かれたものだが、バイロンが1824年に死亡するまでさらに12編が執筆・発表された。様々な出版所から『ドン・ジュアン』の「続編」が出版され、中には物語の出来事の間の物語や、捏造された結末もあった。バイロンの死後第17編が発見されたことから、バイロンは『ドン・ジュアン』を続けるつもりであったことが分かっているが、どのような続編をどのように続けるつもりであったのかは明らかではない。それでも、『ドン・ジュアン』はバイロンの最高傑作の一つとして評価されている。チャールズ・ディケンズは、死亡時に月刊で『エドウィン・ドルードの謎』（en:The Mystery of Edwin Drood）を執筆しており、12巻のうち6巻しか完成していなかった。タイトルの通り、エドウィン・ドルードの殺害事件にまつわるストーリーだが、完成しなかったため犯人は明らかになっていない。
にもかかわらず、この作品は映画化・ミュージカル化されており、ミュージカルでは観客に対し、誰が犯人か投票してもらうという珍しい試みを行っている。

#### 著名な未完成文学作品
- 『ハイペリオン』（ジョン・キーツ）
- 『トリストラム・シャンディ』（ローレンス・スターン）
- 『ハーミストンのウエア』（ロバート・ルイス・スティーヴンソン）
- 『ブヴァールとペキュシェ』（ギュスターヴ・フローベール）
- 『叶えられた祈り』（トルーマン・カポーティ）
- 『ラスト・タイクーン』（F・スコット・フィッツジェラルド）
- 『ヘーローとレアンドロス』（クリストファー・マーロウ） - ジョージ・チャップマンによって完成。
- 『死せる魂』第二部（ニコライ・ゴーゴリ）
- 『善良なる兵士シュヴェイク』（ヤロスラフ・ハシェク）
- 『フランス組曲』（イレーヌ・ネミロフスキー）
- 『カラマーゾフの兄弟』（フョードル・ドストエフスキー）
- 『金色夜叉』（尾崎紅葉）
- 『明暗』（夏目漱石）
- 『大菩薩峠』（中里介山）
- 『龍野武者行列殺人事件』（山村美紗） - のちに親友の西村京太郎が完成させた。
- 『グイン・サーガ』（栗本薫）

#### 科学・神学・哲学

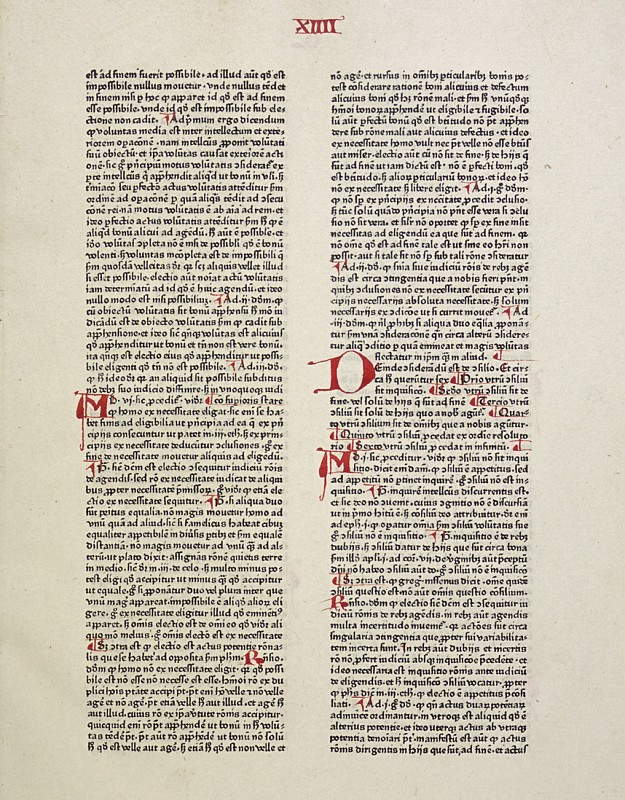
トマス・アクィナスは、 神秘体験の後の1273年に神学大全の執筆を中止している

宗教文学にも未完成のものがあり、欠けている内容についての議論をひきおこした。マルコ福音書の現存する内容は未完成であると一般に考えられている。バーブ教の聖典であるバヤーンは、セイイェド・アリー・モハンマドの死亡によって未完のまま遺された。バーブ自身は「神が明らかにするであろう者」が補完すると言っていたが、他者によってテキストはすでに補完されているとする説もある。トマス・アクィナスは『神学大全』の執筆を1273年に中断した。この理由としてアクィナスはミサの間に起こった神秘体験を挙げている。『神学大全』の神の実在に関する議論は、700年以上にわたってキリスト教神学に影響を及ぼしている。ギリシャ哲学では、プラトンの『クリティアス』はプラトンの死去により未完成になっている。
計算機科学にきわめて大きな影響を及ぼしたジョン・フォン・ノイマンのEDVACに関する報告書の第一草稿は、1946年に書かれた101ページの草稿で、他の要素を追記するために省略記号やスペースを雑多に書き散らした構成になっている。ノイマンはこれを完成させなかった。完成させようとした時にはすでに第一草稿が広まり、戦後の爆発的なコンピューター開発に影響を及ぼした後だったためである。第一草稿により成されたプログラム内蔵の概念およびコンピューター・アーキテクチャーの論理設計の定式化は（全てがノイマンのオリジナルの考えというわけではないが、数学的表現でまとめたのはノイマンが最初）、現代のノイマン型コンピューターシステムの中でなおも有効である。

### 絵画・彫刻
さまざまな理由から、芸術家達は未完成作品を残している。風景が変わってしまったり、描かれている人物が死亡してしまったりなど、題材が利用できなくなったことにより作品が完成しないこともある。エリザベス・シューマトフがアメリカ合衆国32代目大統領ルーズベルトを描いた『フランクリン・D・ルーズベルトの未完成肖像画』は、1945年4月12日の昼頃に描き始められたが、ルーズベルトがその日のうちに亡くなったため未完成のままになっている。この他にも、外部の状況によって本来完成したであろう作品を仕上げることができなくなる例もある。レオナルド・ダ・ヴィンチはグラン・キャヴァロの馬の、高さ24フィート(7.3メートル)の像に関してスケッチと模型を作っていたが、像に鋳造するための青銅が大砲を作るために徴発されてしまったのである。1999年、ダ・ヴィンチの資料を元にして2基の完全なサイズの像が完成した。
媒体にもよるが、別の芸術家が未完成作品を損傷させることなく完成させるのは時に困難である。芸術家の中には、師匠の絵の完成作業を行ったものもいる。たとえばジュリオ・ロマーノは、ラファエロ・サンティの『変容』(en:Transfiguration (Raphael))を、、ティツィアーノ・ヴェチェッリオはジョルジョーネの『眠れるヴィーナス』を完成させたとみられている。

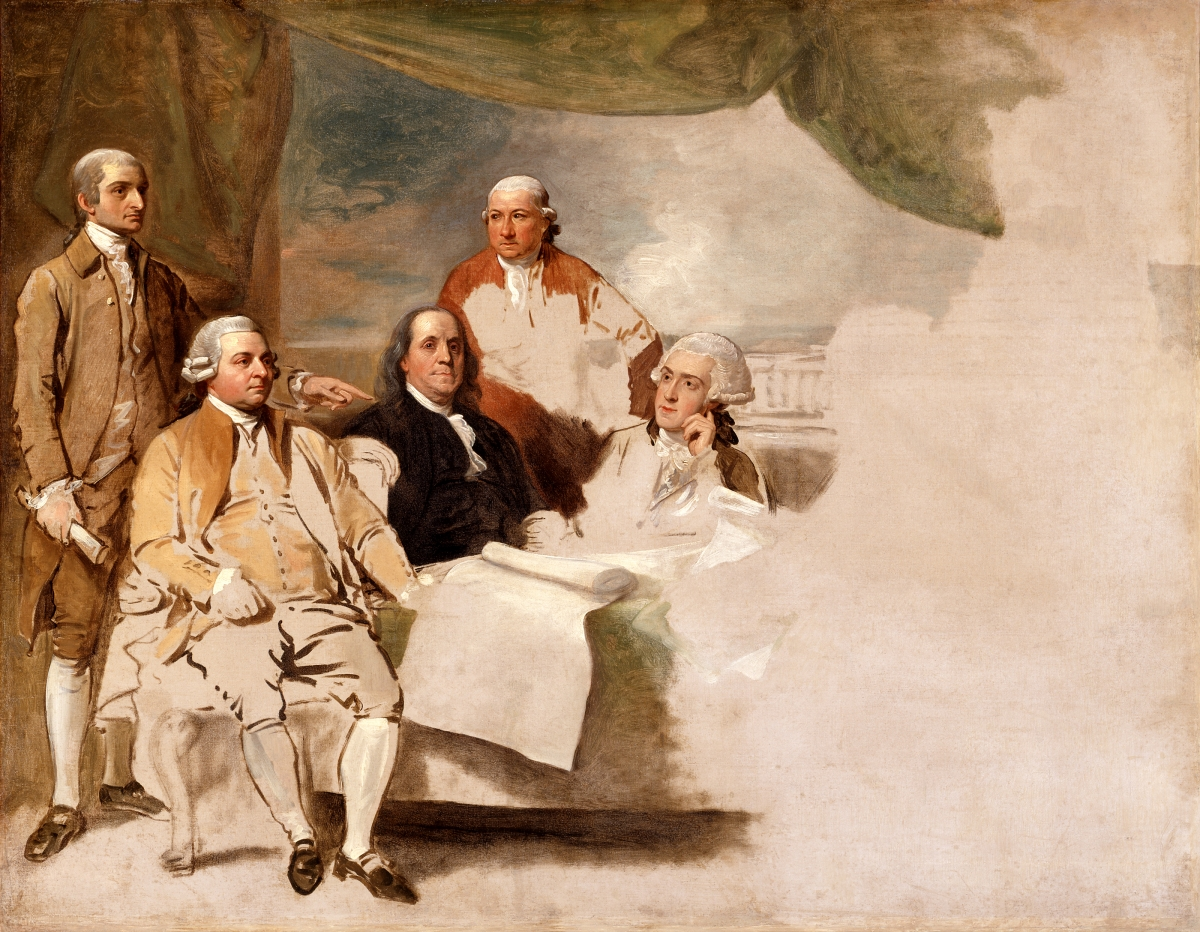
ベンジャミン・ウエストが描いた、1783年パリ条約の使節団。この条約によりアメリカ独立戦争は終結した。自国の敗北を恥じたイギリス使節団がポーズを拒否したため、この絵は完成しなかった。

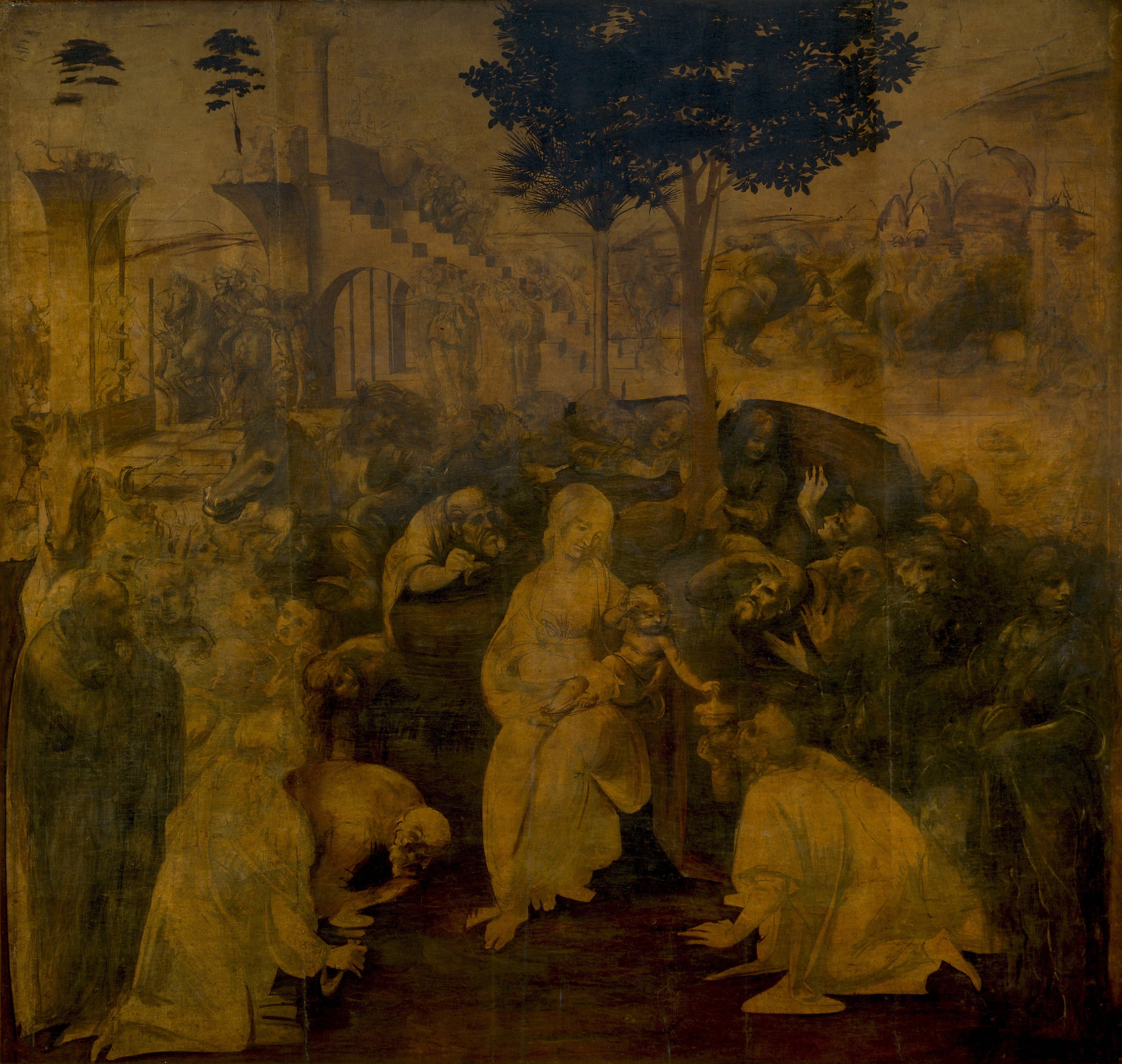
レオナルド・ダ・ヴィンチの未完成絵画『賢者の崇拝』

未完成作品そのものを完成させるのではなく、(通常は未完成作品が作成されてからかなりの年月が経ってから)作品に刺激をうけた他の芸術家がそれぞれのバージョンを作成する、という事例もよく見受けられる。ミケランジェロは数点の未完成彫刻・絵画を残しており、そのスケッチや未完成絵画は他の芸術家を刺激している。注文を受けて作成される予定だった作品が完成しなかった場合、その作品は通常、他の作者の手にゆだねられることになる。サン・ドナト修道院のために描かれたレオナルド・ダ・ヴィンチの『賢者の崇拝』は、ダ・ヴィンチがフィレンツェからミラノへ移住した際に中止された。それでも祭壇画は必要であったため、サン・ドナト修道院はフィリッピーノ・リッピを雇って新たな祭壇画を作成させた。
現在、これらの絵画は両方ともウフィツィ美術館に展示されている。
通常、絵画は本格的な制作開始前にキャンバスにスケッチされる。また彫刻作品の構想を練る際にスケッチが使用されることもよくある。有名芸術家によるこのような中途作品は、完成作品と同様、あるいはそれ以上に探し求められることになる。というのも、これらによって芸術作品の製作過程を明らかにできるためである。バロック時代の彫刻家、ジャン・ロレンツォ・ベルニーニはプロトタイプ彫刻(ボツェッティ)を蝋や素焼きのテラコッタで制作して、依頼者に作品の完成予測を示していた。イタリアのピエトラサンタにあるMuseo dei Bozzetti(ボツェッティ博物館)など、彫刻スケッチに特化したコレクションを行う博物館もある。
ルネサンス期において、ドナテッロは石を部分的に彫刻し、像が素材の中に埋まっているような姿の、まるで未完成であるかのように見える彫刻を作っている。ドナテッロはこの技法をノン・フィニート(en:non finito)と呼び、それからも数人の芸術家が同様の技法を用いた。

### 音楽

#### クラシック音楽
クラシック音楽が作られた当時、録音技術は存在せず、作曲作品は写本に綴られていた。このような写本には乱雑に書かれていたり、曲の余白に草稿が書き殴られていたり、未整理の楽譜の山に入っていたりすることがしばしばある。未完成楽曲の多くは、原作者の死後数十年間未完のままだったものが、他の音楽家によってオリジナルの草稿からつなぎ合わされたものである。未完成楽曲の最も有名な例のひとつに、フランツ・シューベルトの交響曲第7番があり、この曲は一般に「未完成交響曲」と呼ばれることが多い。その他の例としては、モーツァルトのレクイエムがある。この曲はモーツァルトの名作としても有名だが、製作に関わる噂や伝説でも有名である。グスタフ・マーラーの交響曲第10番は、第1・第2楽章の譜面、草稿、スケッチのみが残された未完の状態であった。この交響曲第10番には数人が補筆を行っているが、その完成度はまちまちである。デリック・クックによる「実演版草稿」が最も有名である。

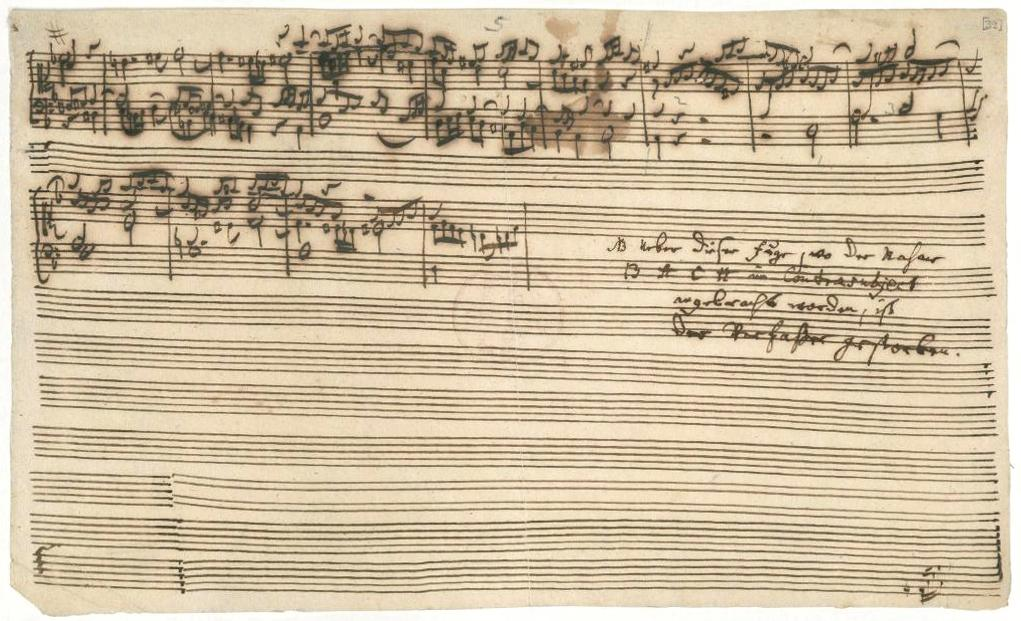
バッハの「フーガの技法」は「コントラプンクトゥス XIV」の途中で中断している

未完成の楽曲が原作者のスタイルで作られている場合、そのスタイルに詳しい音楽家がスタイルを引き継いで楽曲を補筆することもある。18世紀中頃に発表されたヨハン・ゼバスティアン・バッハの「フーガの技法」は、「コントラプンクトゥスXIV」の途中で中断されている。再構築楽譜は数多く書かれたが、1991年にゾルターン・ゲンツ (Zoltán Göncz) が反行フーガの形式を用い、フーガの構造に関して大きな反響を呼んだ。エドワード・エルガーは交響曲第3番を作曲中に死亡し、130ページのスケッチを遺した。アンソニー・ペイン (Anthony Payne) はこのスケッチを整理し、エルガーのスタイルでオーケストレーションおよび編曲を行った。ペインの再構築楽譜は繰り返し演奏され、大いに賞賛された。
きわめて有名な20世紀のオペラも、作者の死により未完成のまま遺されている。ジャコモ・プッチーニは『トゥーランドット』の最終幕を未完成のままにしており、1926年の初演の時点で欠けた部分の音楽はフランコ・アルファーノの手によるものである。近年では、ルチアーノ・ベリオが別のエンディングを作曲している。アルバン・ベルクはオペラ『ルル』の最初の2幕のみを書き終えた1935年に死去している。ベルクの妻の反対にあったため、完全版が演じられたのは1979年が最初であった。最終幕の音楽は、ベルクのスケッチを元にしてフリードリヒ・チェルハが作曲した。

#### 現代の音源
録音技術は音楽創作にとってもはや切り離せない一部となっており、オリジナルのマスターテープとデモテープを使用して、完成している部分を集めて曲を構築することも可能になっている。アーティストがある歌を完成させられない（完成させたくない）場合、デモテープが公式に発表されたり、海賊版として出回る場合も多い。
1990年代中頃、いまだ人気を誇っていたビートルズは、すでに死亡していたジョン・レノンの未完成音源をバンドメンバーがつなぎ合わせて作成した『フリー・アズ・ア・バード』と『リアル・ラヴ』を発表した。2曲両方ともイギリスのシングルチャートでトップ5に入った。
ロック音楽においてきわめて有名な未完成アルバムの一つに、ザ・ビーチ・ボーイズによる1967年のアルバム『スマイル』  (SMiLE) がある。『スマイル』は評判の高かった『ペット・サウンズ』の次に当たる野心作で、1966年から1967年に収録されていた。だがブライアン・ウィルソンの精神状況が悪化し、バンドメンバー感の対立が激化してきたため、ビーチボーイズはアルバムに収録する予定の膨大なレコーディングを終えながらも、プロジェクトを中止した。2004年、ブライアン・ウィルソンと共同執筆者のヴァン・ダイク・パークスがスタジオで新たに素材を録音し、完成品のソロ・アルバム『スマイル』としてリリースした。
スタジオ作業の音源がアルバム完成前にインターネットに流出してしまう、という目にあったアーティストもいる。システム・オブ・ア・ダウンによる、『毒性』の次の2002年のアルバムの音源は、タイトルが命名される前にMP3ファイルとしてインターネットに流出してしまった。このアルバムが『スティール・ディス・アルバム!』として発表された際、収録曲は中途音源とはまったく異なったものになっており、タイトルや歌詞、メロディさえも異なっていた。この変更は、流出音源に対する不評をダイレクトに反映させた結果だとする見方もある。
健康状態のために続けられなくなる前に、作品の仕上がりを可能な限り確実にしようとするアーティストもいる。ジョニー・キャッシュは身体の不調に気づき、演奏は死後に完成させるものとして60以上の曲のヴォーカル収録を終わらせた。これらの曲はプロデューサーのリック・ルービンによって編集され、『アメリカンV: ア・ハンドレッド・ハイウェイズ』および『アメリカンVI』としてリリースされた。

### 映画

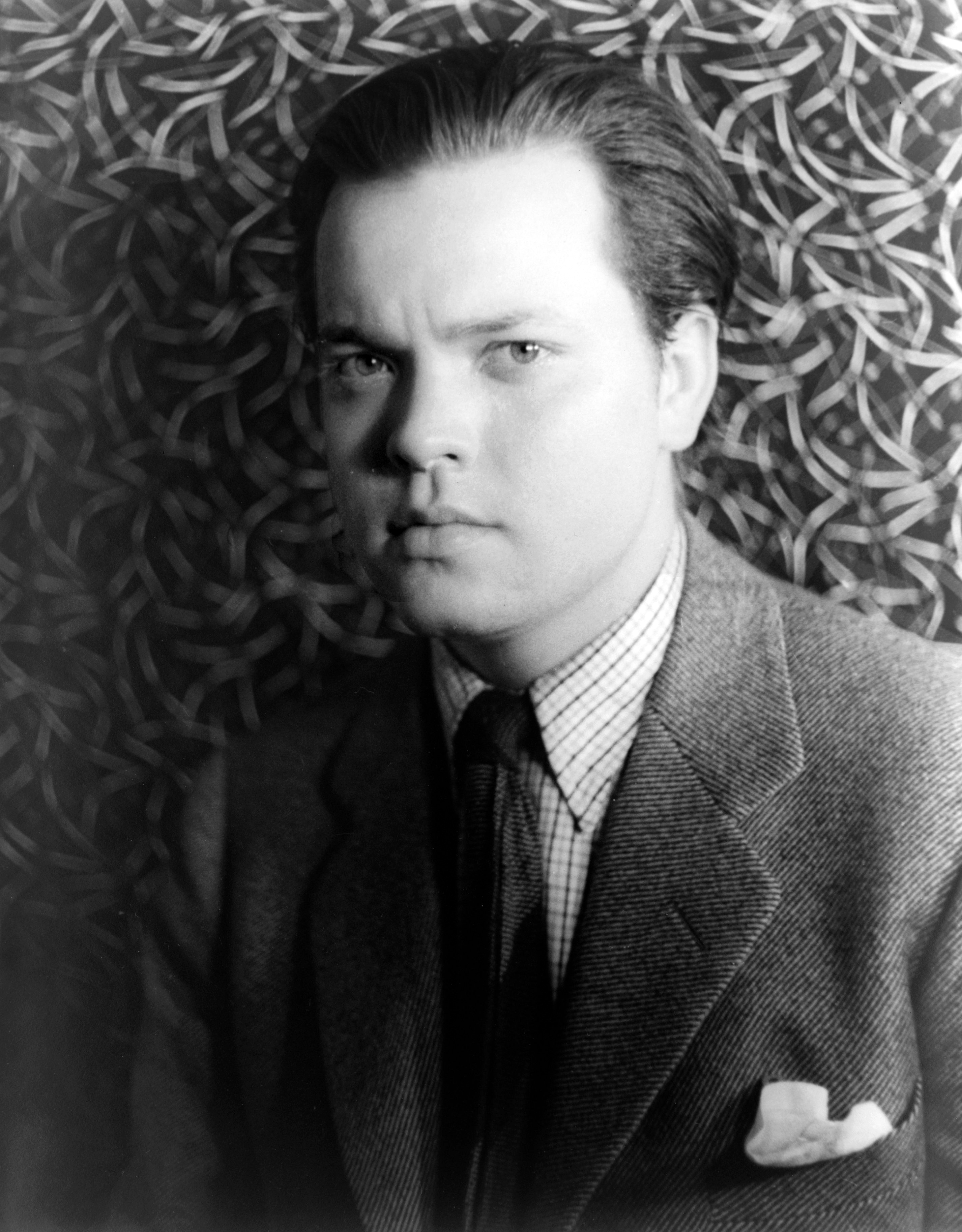
オーソン・ウェルズは多くの未完成映画を遺している。

映画作品が完成せず、製作のさまざまな段階で製作中止がかかる理由はいくつか考えられる。
映画製作にはきわめて多くの人々が関わっているため、人員の死傷によって映画が未完成に終わることは、大いにあり得る事態である。映画スタッフは（時にはプロデューサーや監督までも）交替になることがあるが、それよりもシーンの多くが撮影されている俳優を別の俳優に替えるほうがずっと困難である。例えば、1993年の映画『Dark Blood』は主演のリヴァー・フェニックスが死亡したため製作中止となった。また、こういったトラブルにもかかわらず完成した映画もある。ブルース・リーの『死亡遊戯』が有名な例で、この映画の撮影中にリーが死亡し、残りはリーのそっくりさんである金泰中（キム・タイチュン）と、当時スタントマンとして活動していたユン・ピョウを使って収録された。ブルース・リーの息子ブランドン・リーも同じ運命を辿った。ブランドンは『The Crow』の大部分を撮影した後に亡くなり、残ったシーンはスタントマンのチャド・スタヘルスキーが演じ、リーの顔が代役にデジタル合成された。
遅延が続いたために映画が完成しなくなることもある。1962年の映画『Something's Got to Give』の制作経緯は、主演女優のマリリン・モンローの解雇など、困難を抱えていた。モンローは後に復帰したものの、撮影が始まる前に死亡してしまった。制作の遅延がなければ完成していた可能性もある。
オーソン・ウェルズの生涯において、その未完成映画は伝説的になっている。ウェルズは『ドン・キホーテ』を数十年かけて制作しており、2人の主役が死亡したにもかかわらず、完成させられると主張していた。『市民ケーン』は、ウェルズの意図通りに公開された数少ない映画の一つである。ウェルズの他の映画はほとんどが未完成に終わったか、映画会社によって変更が加えられている。ウェルズは1985年10月10日に死亡した時点で『The Other Side of the Wind』と『The Dreamers』の2作を制作中で、後者は完成間近であった。